# Lutz Altepost
Lutz Altepost (Emsdetten, Renânia do Norte-Vestfália, 6 de outubro de 1981) é um canoísta alemão especialista em provas de velocidade.

## Carreira
Foi vencedor da medalha de bronze em K-4 1000 m em Pequim 2008, junto com os seus colegas de equipa Norman Bröckl, Torsten Eckbrett e Björn Goldschmidt.